# Castanopsis motleyana
Castanopsis motleyana är en bokväxtart som beskrevs av George King. Castanopsis motleyana ingår i släktet Castanopsis och familjen bokväxter. Inga underarter finns listade.